# 紐約州環境保護局
紐約州環境保護局（英語：New York State Department of Environmental Conservation，DEC）是紐約州政府的一個部門。該部門負責指導和規範紐約州之自然資源的保存、改善和保護；管理阿迪朗達克和卡茨基爾公園的森林保護區、野生動物管理區；規範休閒捕魚和狩獵；並執行紐約州有關自然環境的法律及法規。它成立於1970年， 由巴茲爾·塞戈斯（Basil Seggos）領導。
紐約州環境保護局2017年的年度預算約為14.3億美元，在紐約州僱用了大約3,000名員工。它管理超過400萬英畝（16,000平方公里）的國有土地和另外910,000英畝（3,700平方公里）的私人土地，並擁有保護地役權。該部門的活動不僅限於土地管理和環境執法，還包括出版雜誌和州鳥類地圖集，以及在阿迪朗達克和卡茨基爾公園運營52個露營地。